# Eryn Cayetano
Eryn Cayetano (* 13. April 2001) ist eine US-amerikanische Tennisspielerin.

## Karriere
Cayetano spielt vorrangig auf Turnieren der ITF Women’s World Tennis Tour, bei denen sie bislang sechs Titel im Einzel und neun im Doppel gewann.

### College Tennis
Ab der Saison 2019 spielt Cayetano für das Damentennisteam der Trojans der University of Southern California.

## Turniersiege

### Einzel
| Nr. | Datum              | Turnier         | Kategorie | Belag     | Finalgegnerin                     | Ergebnis       |
| --- | ------------------ | --------------- | --------- | --------- | --------------------------------- | -------------- |
| 1.  | 3. Juli 2022       | Los Angeles     | ITF W15   | Hartplatz | Iva Jovic                         | 5:7, 6:4, 6:3  |
| 2.  | 14. August 2022    | Cancun          | ITF W15   | Hartplatz | Lya Fernández                     | 6:2, 6:2       |
| 3.  | 15. September 2024 | Monastir        | ITF W15   | Hartplatz | Marija Golowina                   | 7:5, 7:5       |
| 4.  | 16. März 2025      | Monastir        | ITF W15   | Hartplatz | Julia Adams                       | 6:3, 6:3       |
| 5.  | 22. Juni 2025      | Rancho Santa Fe | ITF W15   | Hartplatz | Alexis Nguyen                     | 6:76, 6:2, 6:0 |
| 6.  | 29. Juni 2025      | Lakewood        | ITF W15   | Hartplatz | Anne Christine Lutkemeyer Obregon | 6:3, 7:5       |

### Doppel
| Nr. | Datum              | Turnier          | Kategorie | Belag     | Partnerin           | Finalgegnerinnen                            | Ergebnis         |
| --- | ------------------ | ---------------- | --------- | --------- | ------------------- | ------------------------------------------- | ---------------- |
| 1.  | 2. Juli 2022       | Los Angeles      | ITF W15   | Hartplatz | Salma Ewing         | Bunyawi Thamchaiwat Yang Ya-yi              | 6:3, 4:6, [10:8] |
| 2.  | 3. Juni 2023       | Rancho Santa Fe  | ITF W15   | Hartplatz | Isabella Chhiv      | Megan McCray Brandy Walker                  | 6:4, 6:3         |
| 3.  | 17. Juni 2023      | Colorado Springs | ITF W25   | Hartplatz | Maribella Zamarripa | Lauren Friedman Alina Shcherbinina          | 6:4, 6:2         |
| 4.  | 14. September 2024 | Monastir         | ITF W15   | Hartplatz | Maribella Zamarripa | Xenia Bandurowska Sandughasch Kenschibajewa | 6:4, 6:2         |
| 5.  | 5. Oktober 2024    | Redding          | ITF W35   | Hartplatz | Ayana Akli          | Clervie Ngounoue Himeno Sakatsume           | 6:2, 6:2         |
| 6.  | 12. Oktober 2024   | Bakersfield      | ITF W35   | Hartplatz | India Houghton      | Mana Ayukawa Huang Yujia                    | 7:68, 6:2        |
| 7.  | 15. März 2025      | Monastir         | ITF W15   | Hartplatz | Emma Slavíková      | Julia Adams Esther Adeshina                 | 7:5, 3:6, [10:4] |
| 8.  | 21. Juni 2025      | Rancho Santa Fe  | ITF W15   | Hartplatz | Lily Fairclough     | Scarlett Nicholson Anita Sahdijewa          | 6:3, 7:5         |
| 9.  | 28. Juni 2025      | Lakewood         | ITF W15   | Hartplatz | Haley Giavara       | Jordyn McBride Kristina Nordikyan           | 6:0, 6:1         |